# Jordskælvet i Chile 1960
Jordskælvet i Chile 1960, også kendt som jordskælvet i Valdivia, var et jordskælv, der fandt sted omkring Valdivia i Chile 22. maj 1960 kl. 19:11:14 UTC. Skælvet er med sin magnitude på 9,5 på Richterskalaen det kraftigste jordskælv, der nogensinde er registreret og forårsagede omkring 2.000 menneskers død og 3.000 sårede.
Præcis som ved jordskælvet i Det Indiske Ocean 2004 døde mange ikke af selve skælvet, men af den efterfølgende tsunami med op til 25 meter høje bølger. Tsunamien kunne måles over store dele af Stillehavskysten, ved Hilo og Hawaii, 10.000 km borte – og forårsagede over 10 meter høje bølger, der ødelagde dele af den kystnære bebyggelse. Også Japan og Filippinerne oplevede høje bølger ved kysterne.
Når der var så relativt få omkomne skyldtes det, at skælvet gik hårdest ud over store ubeboede områder i landet samt det faktum at størstedelen af husene var lavet af træ. Det betød, at husene blot 'dansede', når de blev udsat for skælvet.
Jordskælvet var et i en række af spektakulære skælv, der ramte Chile mellem 21. maj og 6. juni 1960. Vulkanen Cordón Caulle havde desuden et udbrud i den periode.
| - Jordskælvets epicenter − Kort fra USGS United States Geological Survey - Sammenligning af nyere og historiske jordskælv målt på energifrigivelse − dette skælv som det største med 9.5 på richterskalaen - De tektoniske plader i området - Ildringen, "Pacific Ring of Fire" - Skematisk fremstilling af subduktionen af en oceanisk plade under en kontinentalplade - En gade i det centrale Valdivia efter jordskælvet. - En båd kastet op på et hus af tsunamibølgen |